# Многочлен Джонса
Многочлен Джонса — полиномиальный инвариант узла, сопоставляющий каждому узлу или зацеплению многочлен Лорана от формальной переменной {\displaystyle t^{1/2}} с целыми коэффициентами. Построен Воном Джонсом в 1984 году.

## Определение через скобку Кауффмана
Для заданного ориентированного зацепления {\displaystyle L} определяется вспомогательный многочлен:
{\displaystyle X(L)=(-A^{3})^{-w(L)}\langle L\rangle },
где {\displaystyle w(L)} — число закрученности диаграммы {\displaystyle L}, а {\displaystyle \langle L\rangle } — скобка Кауффмана. Число закрученности определяется как разница между числом положительных перекрёстков {\displaystyle L_{+}} и числом отрицательных перекрёстков {\displaystyle L_{-}} и не является инвариантом узла: оно не сохраняется при преобразованиях Рейдемейстера I типа.
{\displaystyle X(L)} — инвариант узла, поскольку он инвариантен относительно всех трёх преобразований Рейдемейстера диаграммы {\displaystyle L}. Инвариантность относительно преобразований II и III типов следует из инвариантности скобки Кауффмана и числа закрученности относительно этих преобразований. Напротив, для преобразования I типа скобка Кауффмана умножается на {\displaystyle -A^{\pm 3}}, что в точности компенсируется изменением на +1 или −1 числа закрученности {\displaystyle w(L)}.
Многочлен Джонса определяется из {\displaystyle X(L)} подстановкой:
{\displaystyle A=t^{-1/4}},
результирующее выражение является многочленом Лорана от переменной {\displaystyle t^{1/2}}.

## Определение через представления группы кос
Оригинальное определение Джонса использует операторную алгебру и понятие следа представления кос, возникшего в статистической механике (модель Поттса).
Теорема Александера утверждает, что любое зацепление {\displaystyle L} является замыканием косы с {\displaystyle n} нитями, в связи с этим можно определить представление {\displaystyle \rho } группы кос {\displaystyle B_{n}} с {\displaystyle n} нитями на алгебре Темперли — Либа {\displaystyle TL_{n}} с коэффициентами из {\displaystyle \mathbb {Z} [A,A^{-1}]} и {\displaystyle \delta =-A^{2}-A^{-2}}. Стандартная образующая косы {\displaystyle \sigma _{i}} равна {\displaystyle A\cdot e_{i}+A^{-1}\cdot 1}, где {\displaystyle 1,e_{1},e_{2},...,e_{n-1}} — стандартные образующие алгебры Темперли — Либа. Для слова {\displaystyle \sigma } косы {\displaystyle L} вычисляется {\displaystyle \sigma ^{n-1}tr\rho (\sigma )}, где {\displaystyle tr} — след Маркова, в результате получается {\displaystyle \langle L\rangle }, где {\displaystyle \langle } {\displaystyle \rangle } — скобочный полином.
Преимущество этого подхода состоит в том, что выбрав аналогичные представления в других алгебрах, таких как представление {\displaystyle R}-матриц, можно прийти к обобщениям инвариантов Джонса (например, таковым является понятие {\displaystyle k}-параллельного полинома Джонса).

## Определение через скейн-соотношения
Многочлен Джонса однозначно задаётся тем, что он равен 1 на любой диаграмме тривиального узла, и следующим скейн-соотношением:
{\displaystyle (t^{1/2}-t^{-1/2})V(L_{0})=t^{-1}V(L_{+})-tV(L_{-})},
где {\displaystyle L_{+}}, {\displaystyle L_{-}}, и {\displaystyle L_{0}} — три ориентированных диаграммы зацепления, совпадающих везде, кроме малой области, где их поведение соответственно является положительным и отрицательным пересечениями и гладким проходом без общих точек:

## Свойства
Многочлен Джонса обладает многими замечательными свойствами.
Для зацеплений с нечётным числом компонент (в частности, для узлов) все степени переменной {\displaystyle t} в многочлене Джонса целые, а для зацеплений с чётным числом компонент — полуцелые.
Многочлен Джонса связной суммы узлов равен произведению полиномов Джонса слагаемых, то есть:
{\displaystyle V(L_{1}\#L_{2})=V(L_{1})V(L_{2})}.
Многочлен Джонса несвязной суммы узлов равен:
{\displaystyle V(L_{1}\cup L_{2})=-(t^{-1/2}+t^{1/2})V(L_{1})V(L_{2})}.
Многочлен Джонса объединения зацепления {\displaystyle L} и тривиального узла равен:
{\displaystyle V(L\cup O)=-(t^{-1/2}+t^{1/2})V(L)}.
Для {\displaystyle L^{*_{k}}} — ориентированного зацепления, получаемого из заданного ориентированного зацепления {\displaystyle L} заменой ориентации некоторой компоненты {\displaystyle k} на противоположную, имеет место:
{\displaystyle V_{L^{*}}=t^{-3\cdot \lambda }\cdot V(L)},
где {\displaystyle \lambda } — это коэффициент зацепления компоненты {\displaystyle k} и {\displaystyle L-k}.
Многочлен Джонса не меняется при обращении узла, то есть при замене направления обхода на противоположное (смене ориентации).
Зеркально-симметричный образ зацепления имеет многочлен Джонса, получающийся заменой {\displaystyle t} на {\displaystyle t^{-1}} (свойство легко проверяется с использованием определения через скобку Кауффмана).
Если {\displaystyle K} — узел, тогда:
{\displaystyle V_{K}(e^{2\pi i/3})=1}.
Значение многочлена Джонса для зацепления {\displaystyle L} с числом компонент зацепления {\displaystyle p} в точке 1:
{\displaystyle V_{L}(1)=(-2)^{p-1}}.
Многочлен Джонса {\displaystyle (m,n)}-торического узла:
{\displaystyle V(t)={\frac {t^{\frac {(m-1)\cdot (n-1)}{2}}\cdot (1-t^{m+1}-t^{n+1}+t^{m+n})}{1-t^{2}}}}.

## Открытые проблемы
В 2003 году построено семейство нетривиальных зацеплений с многочленом Джонса равным многочлену Джонса тривиального зацепления, при этом неизвестно, существует ли нетривиальный узел, многочлен Джонса которого является таким же, как и у тривиального узла. В 2017 году построено семейство нетривиальных узлов {\displaystyle K_{r}} с {\displaystyle 20\cdot 2^{r-1}+1} пересечениями, для которых многочлен Джонса {\displaystyle V(K_{r})} сравним с единицей по модулю {\displaystyle 2^{r}}.

## Вариации и обобщения
- Теория Черна — Саймонса описывает топологический порядок в состояниях дробного квантового эффекта Холла. С точки зрения математики теория Черна — Саймонса интересна тем, что позволяет вычислять инварианты узлов, такие как многочлен Джонса.

- В 2000 году Михаил Хованов построил цепной комплекс для узлов и зацеплений и показал, что гомологии этого комплекса являются инвариантом узлов (гомологии Хованова[англ.]). Эта теория гомологий является категорификацией многочлена Джонса, то есть многочлен Джонса является эйлеровой характеристикой для этой гомологии.

- Многочлен HOMFLY — похожий инвариант узлов и зацеплений.